# Germinal (película)
Germinal es una película francobelga de 1993 basada en la novela homónima de 1885, escrita por Émile Zola. La película fue dirigida por Claude Berri, y contó con Miou-Miou, Renaud y Gérard Depardieu como actores principales.

## Argumento
La historia tiene lugar en La Voreux, mina del norte de Francia, a finales del siglo XIX. Étienne Lantier (Renaud Séchan), un maquinista que se ha quedado en  paro, llega a una ciudad  para ver si puede encontrar trabajo y encuentra un lugar para quedarse con la familia de Maheu (Gérard Depardieu). Él se enamora de la hija mayor de Maheu, Catherine (Judith Henry). En la mina de carbón de Le Voreux encuentra un puesto de trabajo. Pero pronto se encuentra en condiciones de trabajo tan inhumanas que propone a los mineros llevar a cabo una revuelta contra la burguesía que tiene el poder para aumentar el salario y la motivación.
La huelga que propone Étienne, trae problemas a toda la industria del carbón de la región, y empeoran las condiciones de vida de las familias trabajadoras. como los obreros no acuden al trabajo, los burgueses contratan a mineros belgas y se despreocupan de los mineros franceses. Los trabajadores están indignados, y deciden ir todos juntos contra los militares que vigilan las minas. Podemos observar una escena que hace referencia al famoso cuadro El Cuarto Estado, de Giuseppe Pellizza da Volpedo. Hay un tiroteo en el que varios insurgentes, entre ellos Maheu, son asesinados. Su hijo pequeño muere pronto de enfermedad y hambre. Por esta y la desesperación, los huelguistas finalmente regresan a su trabajo y se les paga menos ahora. Souvarine (Laurent Terzieff), anarquista, sabotea la mina y la inunda, provocando que los obreros tengan que ser rescatados con urgencia. Étienne se salva, pero Catherine y su exnovio, Chaval (Jean-Roger Milo), mueren en el interior. Finalmente podemos ver Maheude (Miou-Miou) que vuelve al trabajo en las minas, la única mujer que no se ha detenido ante nada y a Étienne, que se va en busca de esperanza para el marxismo a otro lugar.

## Premios
En 1994, la película fue candidata a doce de los premios César franceses, pero fue capaz de prevalecer en sólo dos categorías: mejor fotografía y mejor vestuario. Las candidaturas a los otros diez premios fueron en las siguientes categorías: mejor película, mejor director, mejor actriz (Miou-Miou), mejor actor de reparto (Jean-Roger Milo), mejor actriz de reparto (Judith Henry), mejor guion, mejor música, mejor sonido, mejor arte y mejor montaje.  